# قوشچی‌لار
قوشچی‌لار (به ترکی آذربایجانی: Quşçular) یک منطقهٔ مسکونی در جمهوری آذربایجان است که در شهرستان گران‌بوی واقع شده‌است. قوشچی‌لار ۷۴۹ نفر جمعیت دارد.